# Luena (Spanien)
Luena är en kommun i Spanien.  Den ligger i den autonoma regionen Kantabrien i norra delen av landet, 300 km norr om huvudstaden Madrid. Antalet invånare är 608 (2024). Arean är 90,72 kvadratkilometer. Luena gränsar till Corvera de Toranzo, Santiurde de Toranzo, Vega de Pas, San Pedro del Romeral, Merindad de Valdeporres, Valle de Valdebezana, Campoo de Yuso, San Miguel de Aguayo, Molledo och Arenas de Iguña.